# Micro (Karolina Północna)
Micro – miasto w Stanach Zjednoczonych, w stanie Karolina Północna, w hrabstwie Johnston.